# Microserica raapi
Microserica raapi är en skalbaggsart som beskrevs av Ahrens 2001. Microserica raapi ingår i släktet Microserica och familjen Melolonthidae. Inga underarter finns listade i Catalogue of Life.